# Gasiya
Gasiya era una ciutat hitita situada al nord o nord-oest d'Hattusa.
Va ser inclosa entre les ciutats cedides a Hattusilis per son germà Muwatallis II, amb les quals es va formar el regne vassall d'Hakpis. Aquest regne va ser creat per combatre les tribus kashka que feien continues incursions contra Hattusa.